# Dysschema lucifer
Dysschema lucifer är en fjärilsart som beskrevs av Butler 1873. Dysschema lucifer ingår i släktet Dysschema och familjen björnspinnare. Inga underarter finns listade i Catalogue of Life.